# HD 215504
HD 215504，又名CD-5013788，SAO 231287、HR 8659，是一颗恒星，视星等为6.48，位于銀經341.14，銀緯-57.14，其B1900.0坐标为赤經22h 40m 27.9s，赤緯-50° -57.14′ 15″。